# Distretto di Savanes
Il distretto di Savanes è uno dei quattordici distretti della Costa d'Avorio, nati dopo alla riorganizzazione amministrativa avvenuta nel 2011. Ha per capoluogo la città di Korhogo ed è suddiviso nelle tre regioni di Bagoué, Poro e Tchologo.

La popolazione censita nel 2014 era pari a 1.607.497 abitanti.

## Organizzazione amministrativa
Il distretto di Savanes è attualmente suddiviso in tre regioni e nei seguenti dipartimenti:
- Regione di Bagoué (sede regionale in Boundiali).
- Dipartimento di Boundiali.
- Dipartimento di Kouto.
- Dipartimento di Tengréla.
- Regione di Poro (sede della regione anche in Korhogo).
- Dipartimento di Korhogo .
- Dipartimento di Sinématiali.
- Dipartimento di Dikodougou.
- Dipartimento di M'Bengué.
- Regione di Tchologo (sede regionale in Ferkessédougou).
- Dipartimento di Ferkessédougou.
- Dipartimento di Ouangolodougou.
- Dipartimento di Kong